# 이노티아 연대기 2: 루오네의 방랑자
이노티아 연대기 2: 루오네의 방랑자(영어: Chronicles of Inotia 2: Wanderer of Luone)은 컴투스가 개발한 아이폰용 RPG 게임이다. 이노티아 연대기의 2번째 시리즈이다.